# Лінда Козловські
Лінда Козловські (англ. Linda Kozlowski; 7 січня 1958) — американська акторка.

## Життєпис
Народилася 7 січня 1958 року в місті Фейрфілд, штат Коннектикут. Батьки Стенлі та Гелен. Навчалася в середній школі Andrew Warde HS, потім у музичній школі Джулліарда в класі оперного співу.

## Кар'єра
У 1981 році дебютувала на сцені в постановці «Як все це почалося». У 1984 році зіграла роль міс Форсайт у бродвейському спектаклі «Смерть комівояжера». У 1985 знялася в цій же ролі в однойменному фільмі. Популярність прийшла після головної ролі у австралійському пригодницькому фільмі «Крокодил Данді» (1986), партнером по зйомках був актор Пол Гоґан. За цей фільм актриса була номінована на премію «Золотий глобус». Двома роками пізніше Лінда і Пол знялися в продовженні фільму «Крокодил Данді 2» (1988). Далі були ролі у фільмах «Майже ангел» (1990), «Сусідка» (1993), «За законом вулиць» (1994) і «Прокляте селище» (1995). У 2001 році на екрани вийшов третій фільм про пригоди «Крокодила» Данді — «Крокодил Данді в Лос-Анджелесі», де Лінда Козловські і Пол Гоґан були знову в головних ролях, однак, картина не здобула успіху, порівнянного з двома першими стрічками. У 2001 році Козловські завершила свою кар'єру актриси, оскільки була розчарована ролями, які їй пропонували.

## Особисте життя
З 5 травня 1990 по 23 липня 2014 рік Лінда була у шлюбі з актором Полом Гоґаном, у них є син Ченс (1998).

## Фільмографія
| Рік  |    | Українська назва               | Оригінальна назва               | Роль              |
| ---- | -- | ------------------------------ | ------------------------------- | ----------------- |
| 1982 | с  | Медсестра                      | Nurse                           | Джулі Дін         |
| 1985 | тф | Смерть комівояжера             | Death of a Salesman             | міс Форсайт       |
| 1986 | ф  | Крокодил Данді                 | Crocodile Dundee                | Сью Чарльтон      |
| 1988 | ф  | Передай патрони                | Pass the Ammo                   | Клер              |
| 1988 | ф  | Крокодил Данді 2               | 'Crocodile' Dundee II           | Сью Чарльтон      |
| 1988 | тф | Улюблений син                  | Favorite Son                    | Саллі Крейн       |
| 1990 | ф  | Майже ангел                    | Almost an Angel                 | Роза Гарнер       |
| 1993 | ф  | Сусідка                        | The Neighbor                    | Мері / місіс Гетч |
| 1994 | ф  | Цорн                           | Zorn                            | Емілі Бартлетт    |
| 1994 | ф  | За законом вулиць              | Backstreet Justice              | Кері Фіннеган     |
| 1995 | ф  | Прокляте селище                | Village of the Damned           | Джилл МакГовен    |
| 1996 | тф | Шонессі                        | Shaughnessy                     | Марла             |
| 2001 | ф  | Крокодил Данді в Лос-Анджелесі | Crocodile Dundee in Los Angeles | Сью Чарльтон      |